# Scarabaeus cuvieri
Scarabaeus cuvieri är en skalbaggsart som beskrevs av Macleay 1821. Scarabaeus cuvieri ingår i släktet Scarabaeus och familjen bladhorningar. Inga underarter finns listade i Catalogue of Life.